# Tomas Northug
Tomas Northug (19 april 1990) is een Noorse langlaufer. Hij is een broer van langlaufer Petter Northug.

## Carrière
Bij zijn wereldbekerdebuut, in maart 2010 in Drammen, scoorde Northug direct zijn eerste wereldbekerpunt. In maart 2013 behaalde de Noor in Stockholm zijn eerste toptienklassering in een wereldbekerwedstrijd. Op 17 januari 2015 boekte hij in Otepää zijn eerste wereldbekerzege. Op de wereldkampioenschappen langlaufen 2015 in Falun eindigde Northug als zesde op de sprint.

## Resultaten

### Wereldkampioenschappen
| Jaar | Plaats | Resultaten                  |
| ---- | ------ | --------------------------- |
| 2015 | Falun  | 6e Sprint (klassieke stijl) |

### Wereldbeker
Eindklasseringen
| Seizoen   | Algm | SP   |
| --------- | ---- | ---- |
| 2009/2010 | 183e | 116e |
| 2010/2011 | 104e | 58e  |
| 2011/2012 | 101e | 50e  |
| 2012/2013 | 64e  | 27e  |
| 2013/2014 | 110e | 56e  |
| 2014/2015 | 32e  | 7e   |

Wereldbekerzeges
| Datum           | Plaats | Onderdeel                |
| --------------- | ------ | ------------------------ |
| 17 januari 2015 | Otepää | Sprint (klassieke stijl) |